# Fiołek leśny
Fiołek leśny (Viola reichenbachiana) – gatunek rośliny należący do rodziny fiołkowatych. Występuje w Azji (Turcja, Indie, Pakistan), Afryce Północnej (Algieria, Maroko) i w całej niemal Europie. Pospolity w południowej i środkowej Europie, w Polsce występuje pospolicie na całym niżu i w niższych położeniach górskich. Status gatunku we florze Polski: gatunek rodzimy.

## Morfologia
PokrójRoślina wieloletnia, 5–20 cm wysokości. Cała roślina jest naga lub słabo tylko owłosiona.
ŁodygaPodnosząca się, rzadziej leżąca. Kłącze pod liściową różyczką bez łusek.
LiścieLiście odziomkowe sercowate i długoogonkowe, liście łodygowe sercowato-jajowate, na krótszych ogonkach. Wszystkie liście na wierzchniej stronie rzadko owłosione, karbowane. Przylistki wąskie, grzebieniasto frędzlowane.
KwiatyOsadzone na długich szypułkach, czerwonawo-fioletowe do 3 cm długości, z ciemnofioletową, długą ostrogą, przeważnie zagiętą ku górze. Okwiat składa się z 5 płatków, przy czym dwa z nich skierowane są do góry, a trzy w dół, dolny środkowy posiada ciemniejszą plamkę i z tyłu ostrogę. Wewnątrz kwiatu jeden słupek z główkowatym znamieniem i 5 pręcików.
OwoceTorebka pękająca trzema klapami. Wysychające po dojrzeniu nasion klapy torebki wyginają się wyrzucając nasiona na odległość kilku metrów.

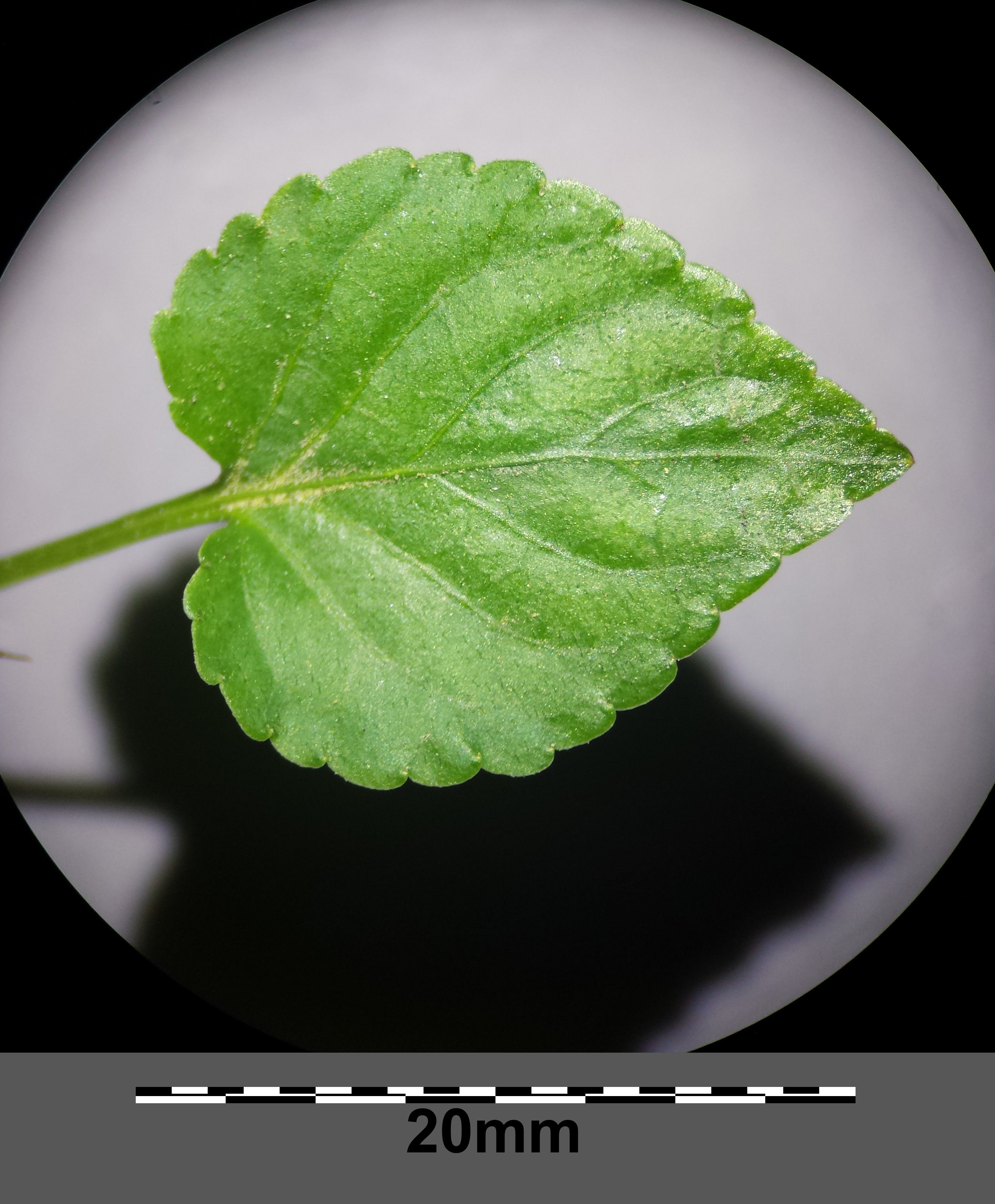
Liść
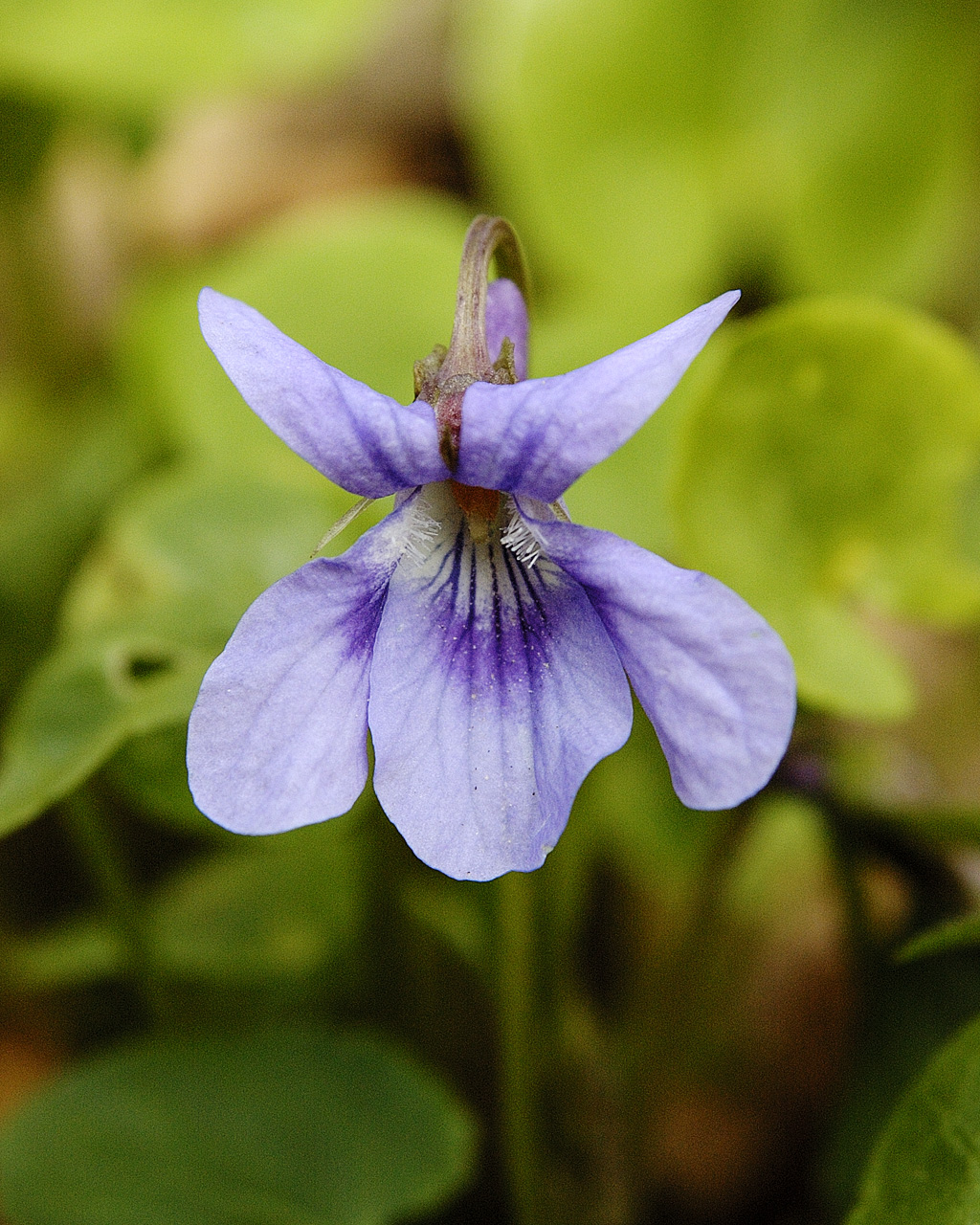
Kwiat
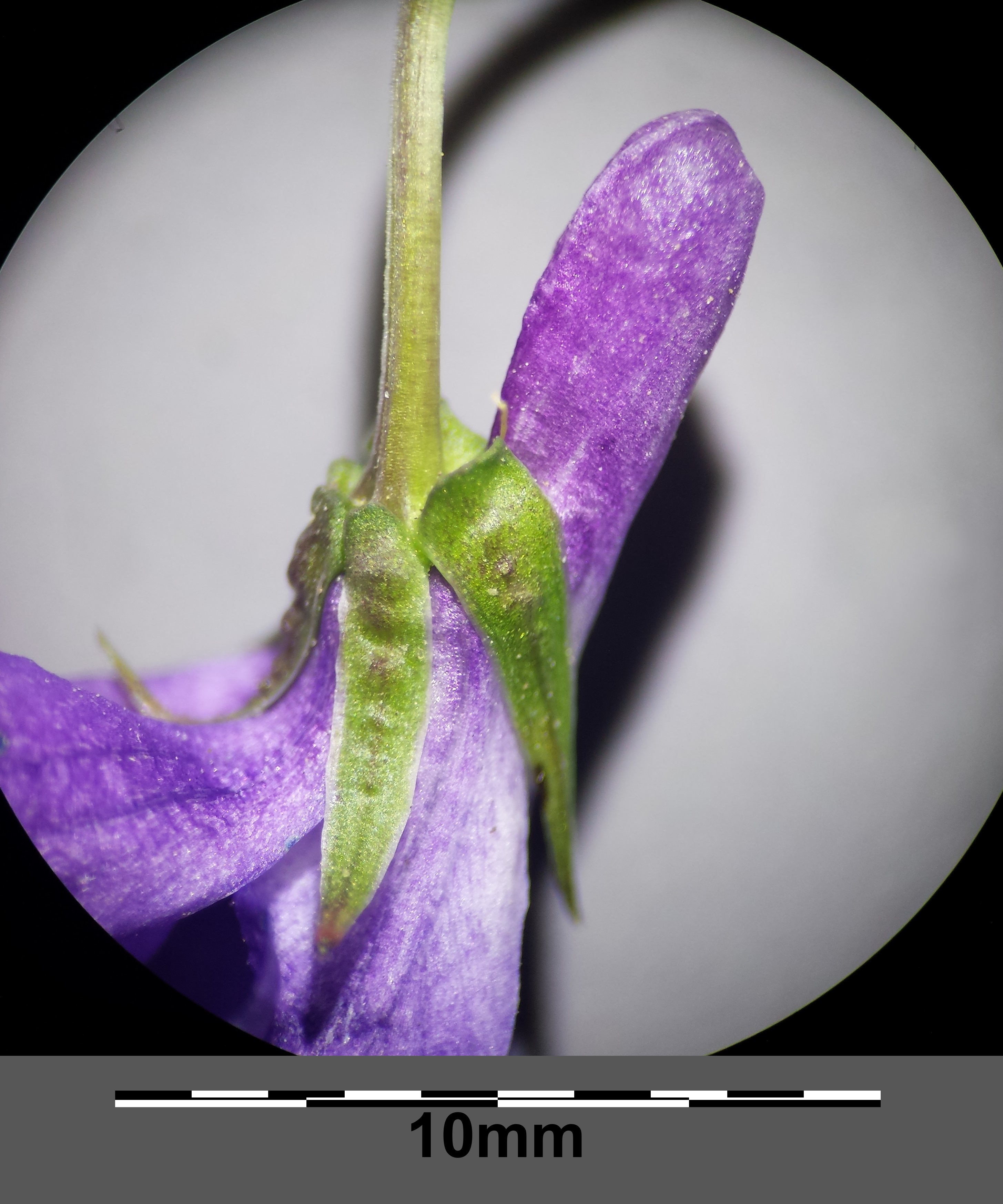
Ostroga
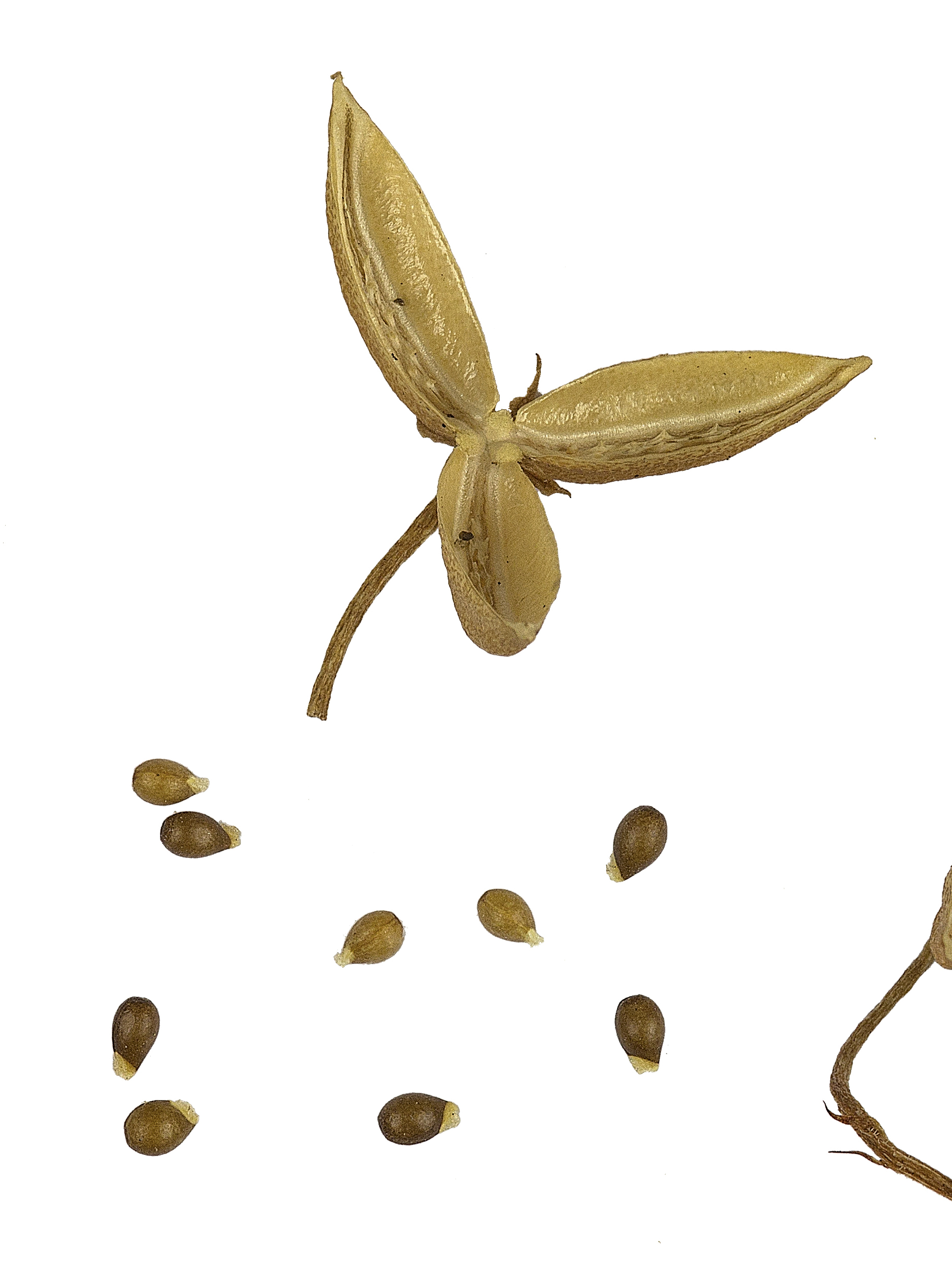
Owoc

## Biologia i ekologia
Bylina, hemikryptofit. Kwitnie od kwietnia do czerwca. Bezwonne kwiaty zapylają pszczoły, zwabione barwnymi kwiatami i nektarem zbierającym się w ostrodze. Posiadające elajosom nasiona roznoszone są najczęściej przez mrówki. Siedlisko: lasy liściaste, mieszane i iglaste, na glebach próchniczych i luźnych, chętnie na podłożu wapiennym. W górach występuje tylko do regla dolnego. W klasyfikacji zbiorowisk roślinnych gatunek charakterystyczny dla O. Fagetalia.

## Zmienność
Tworzy mieszańce z fiołkiem drobnym, fiołkiem mokradłowym, fiołkiem przedziwnym, fiołkiem psim, fiołkiem Rivina,
fiołkiem wyniosłym, fiołkiem skalnym.

## Zastosowanie
Jest uprawiany jako roślina ozdobna.